# Cruzcampo
Cruzcampo es una marca de cerveza creada en Sevilla en 1904. En 1991 fue adquirida por Guinness Brewing Worldwide y, desde el año 2000, pertenece a la empresa cervecera neerlandesa Heineken International, a través de su filial Heineken España S.A..
Heineken España, productora de Cruzcampo, posee fábricas en las provincias de Sevilla, Madrid, Jaén y Valencia.

## Historia

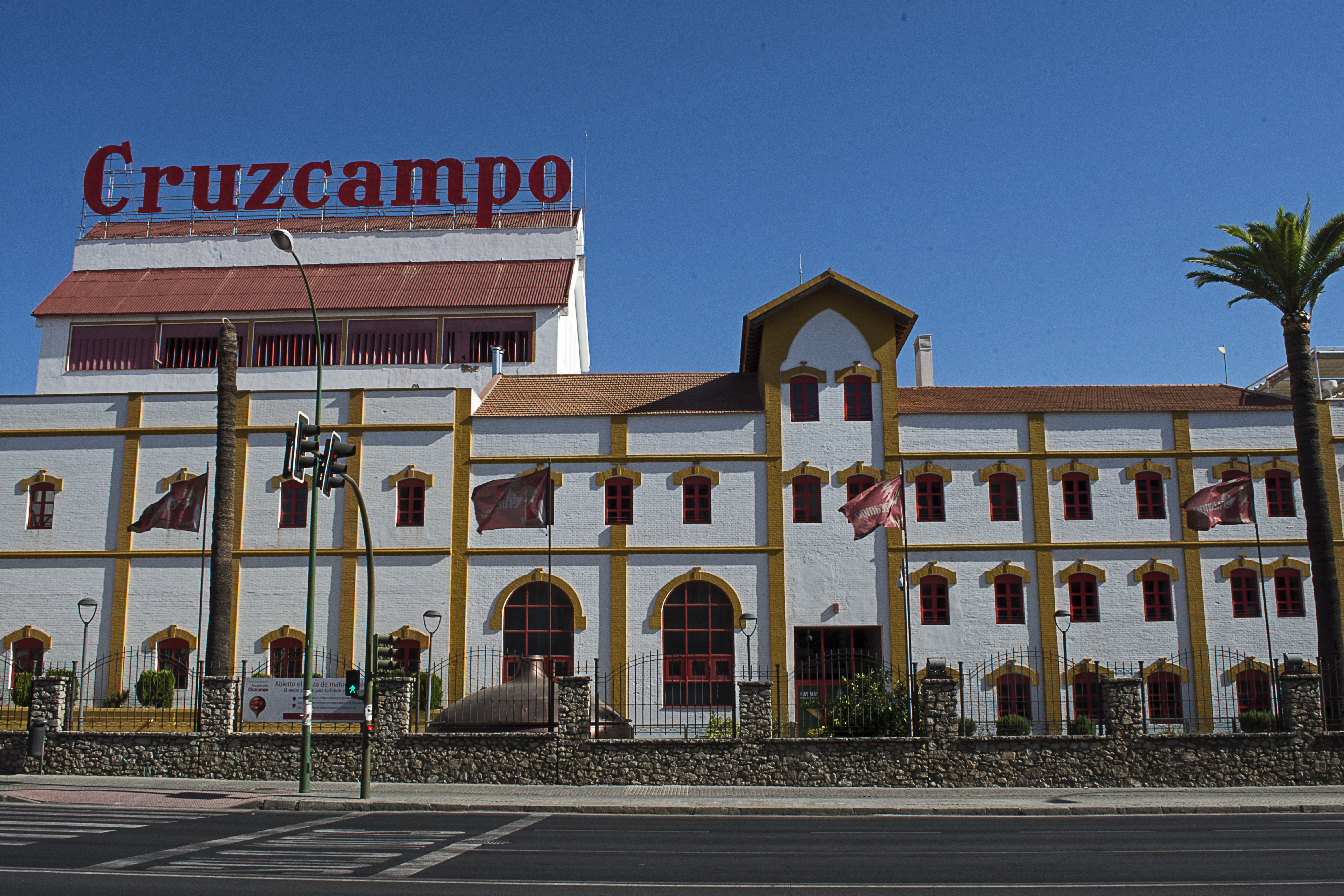
Antigua fábrica de la Cruz del Campo. Avenida de Andalucía, Sevilla.

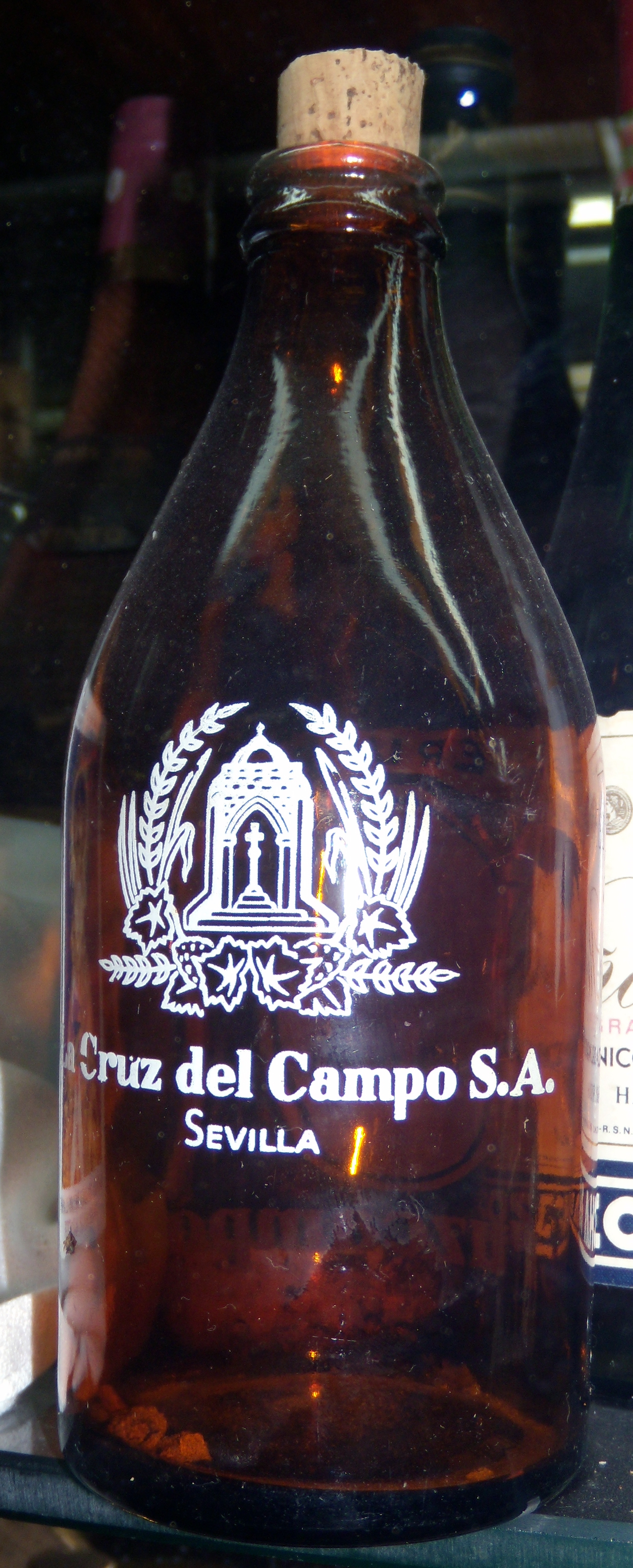
Antigua botella de "La Cruz del Campo".

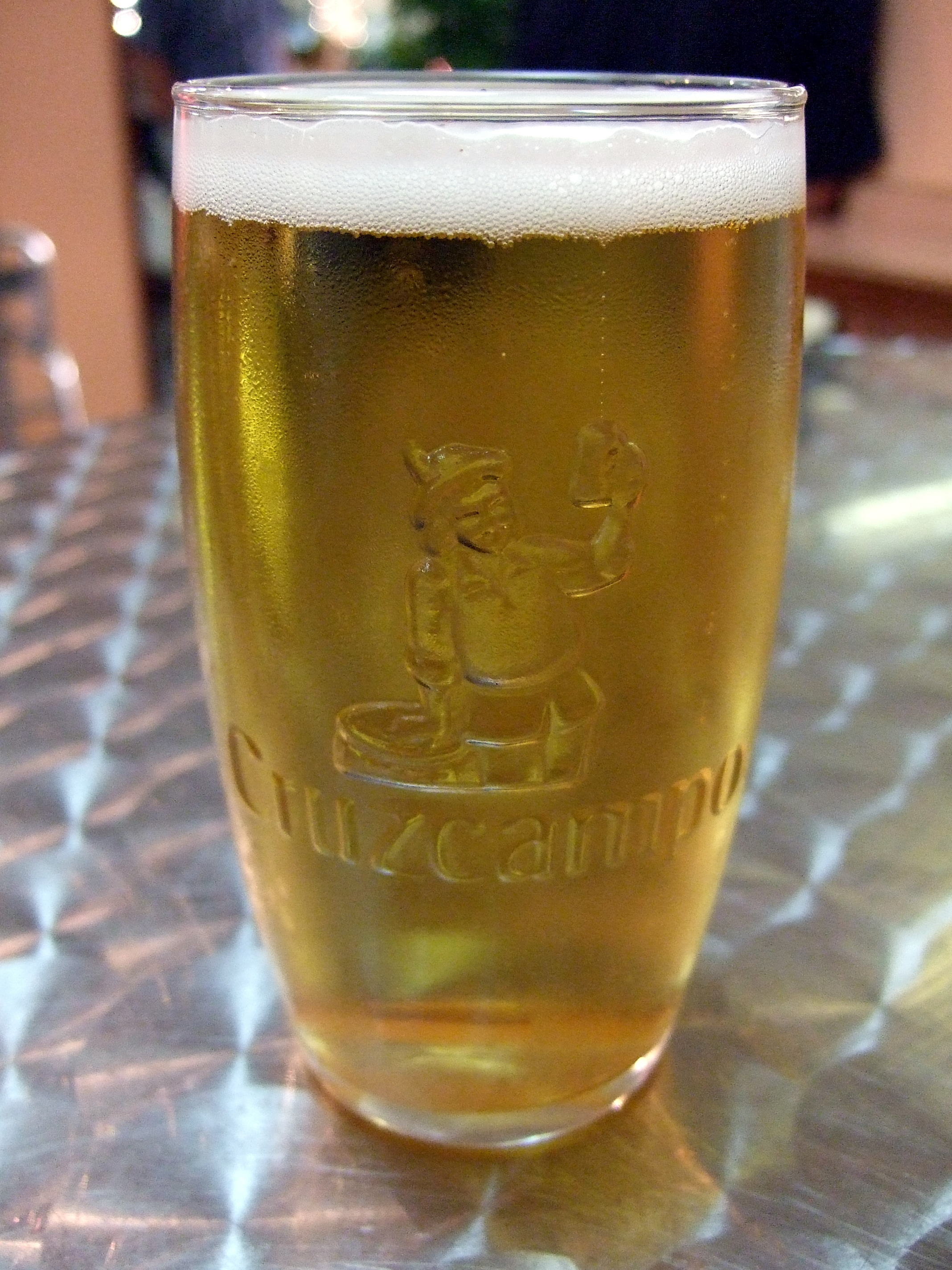
Cerveza Cruzcampo servida

### Origen y expansión de la empresa
El proyecto de crear la compañía surgió en 1902 de la mano de los hermanos Tomás y Roberto Osborne Guezala, ambos naturales de El Puerto de Santa María (provincia de Cádiz), que se dedicaban al sector del vino.
Ambos hermanos habían viajado por Alemania y el Benelux conociendo el proceso de creación de la cerveza. Decidieron crear la empresa en Andalucía, a pesar de ser una región de gran aceptación del vino, para diversificar la oferta de bebidas alcohólicas, para dar salida a la cebada y para disminuir la alta tasa de paro de la región. El lugar escogido fue Sevilla, por poseer un agua de características óptimas para el proceso de fabricación de la cerveza.
La fábrica se situó al este de la ciudad, cerca de un templete con una cruz conocido como la Cruz del Campo, por encontrarse tan apartado. Este templete fue el que inspiró el nombre de la compañía. Las instalaciones se culminaron en 1904. Se escogió a Gambrinus, un personaje de la mitología germana aficionado a la cerveza, para decorar los envases del producto y dar identidad a la marca.
La fábrica fue edificada en 1903 por Wilhen Wrist y Friedreich Stoltze como un edificio sencillo de tres pisos, con buhardillas y de planta rectangular. A lo largo del siglo XX fueron realizadas varias reformas: F. y M. Medina Benjumea (1939-1940, 1960, 1964, 1965), M. Trillo de Leyva (1968-1969) y V. Pérez Escolano (1976).
El 22 de diciembre de 1904 salió al mercado la primera cerveza Cruzcampo. En 1906 los hermanos registran la sociedad colectiva R. y T. Osborne. En 1916 Tomás abandonó la empresa cervecera para centrarse exclusivamente en los vinos de la compañía familiar Osborne y Cía y la cervecera corrió a cargo de su hermano Roberto hasta el fin de sus días, en 1937. Ese mismo año, Cruzcampo se constituye como sociedad anónima. También cabe mencionar al Banco Hispano Americano, que desde el primer momento fue socio y financista de la empresa. Tras la Guerra Civil la fábrica tuvo que cerrar durante 2 años por falta de materias primas, aunque la plantilla no dejó de cobrar su salario. Durante las primeras décadas trabajaban en la empresa unas 100 personas. Tras el auge del turismo en España y el aumento de la demanda de cerveza la empresa creció. En 2004 en la fábrica sevillana trabajaban ya 700 personas.
En 1965 funda con la estadounidense Schlitz Brewing Co. la sociedad Cerveceras Asociadas S.A., que contaba con una fábrica en Barcelona, y adquiere las acciones de la filial española del grupo cervecero alemán Henninger Brewery, Henniger España S.A. (con sede en Madrid).
En 1969 Cruzcampo compró la empresa cervecera Henninger Española, dando el primer paso para formar el Grupo Cruzcampo. En el año 1975 compró la empresa Industrial Cervecera Sevillana, en 1985 adquirió la empresa jienense Cervezas El Alcázar y en 1986 adquirió la compañía Juan y Teodoro Kutz S.A. (de la localidad vasca de San Sebastián). Tras estas adquisiciones, el grupo llegó a aglutinar el 19% del mercado español.
La empresa contó con pabellón propio en la Exposición Iberoamericana de 1929 y en la Exposición Universal de 1992.

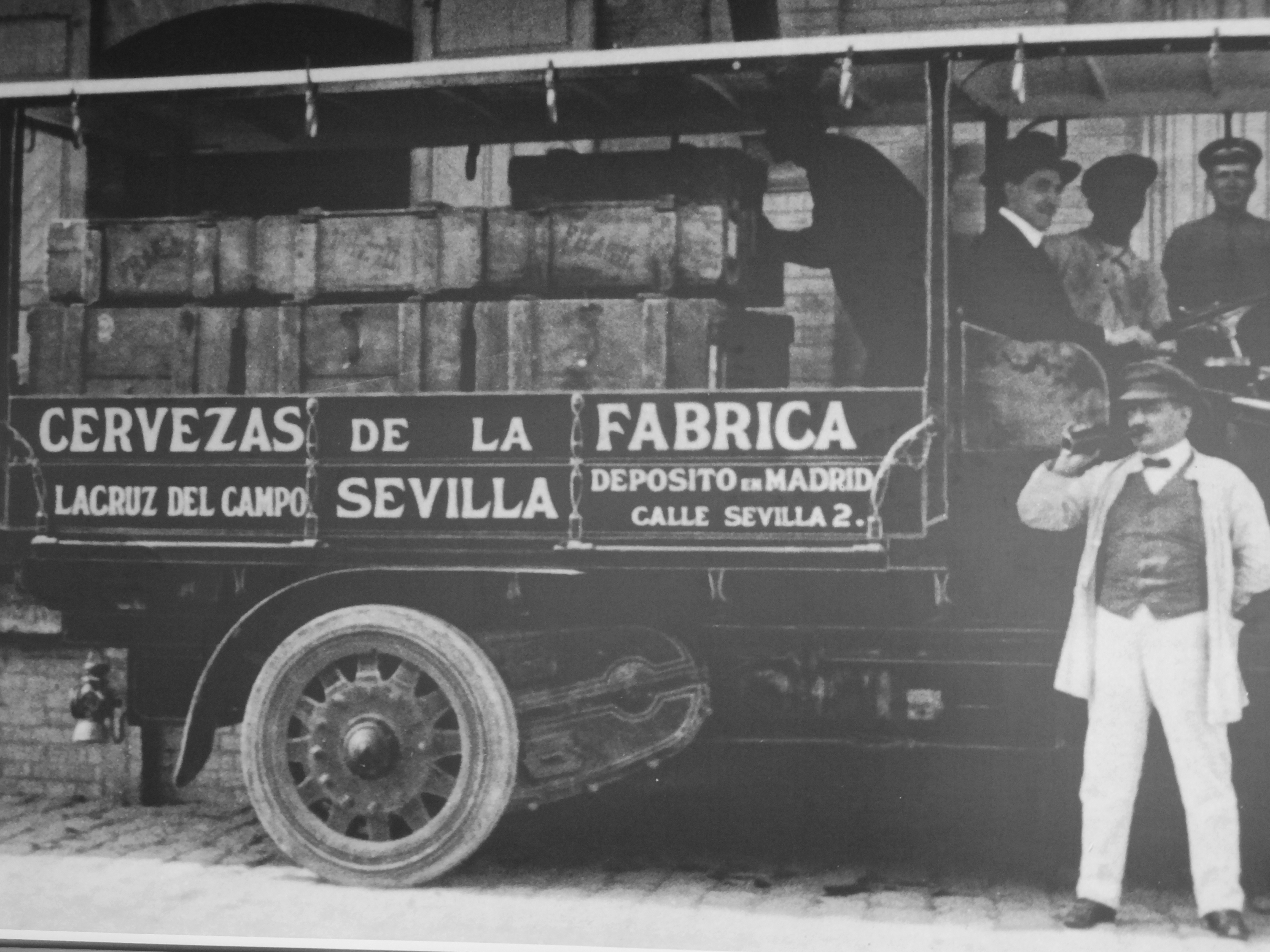
Fotografía de alrededor de 1920.

### Compra de la empresa por parte de Guinness
En enero de 1991 la irlandesa Guinness Brewing Worldwide adquirió el 98% de las acciones de Cruzcampo por 98.000 millones de pesetas, lo que supuso la venta más cara de una empresa española hasta esa 
fecha. Dos años más tarde, la matriz decide unificar todas las empresas que formaban parte del grupo en una sola: Grupo Cruzcampo S.A., a fin de aunar las ventas y la logística de todas las fábricas. Para entonces, la nueva empresa acumulaba el 25% de las ventas totales de cerveza en España.
Guinness introdujo al Grupo Cruzcampo dentro de la empresa británica Diageo.
En junio de 1991 Cruzcampo le compra a la danesa United Breewers (fabricante de Carlsberg y Skol) su filial española, la empresa Unión Cervecera. Unión Cervecera había sido propiedad del banco Santander hasta 1985, cuando fue adquirida por la empresa danesa. De esta forma, el Grupo Cruzcampo será propietario de tres fábricas más (en Valencia, Málaga y Bilbao) que seguirían produciendo Carlsberg y Skol de igual forma, preservando su 6% de mercado.

### Integración en Heineken

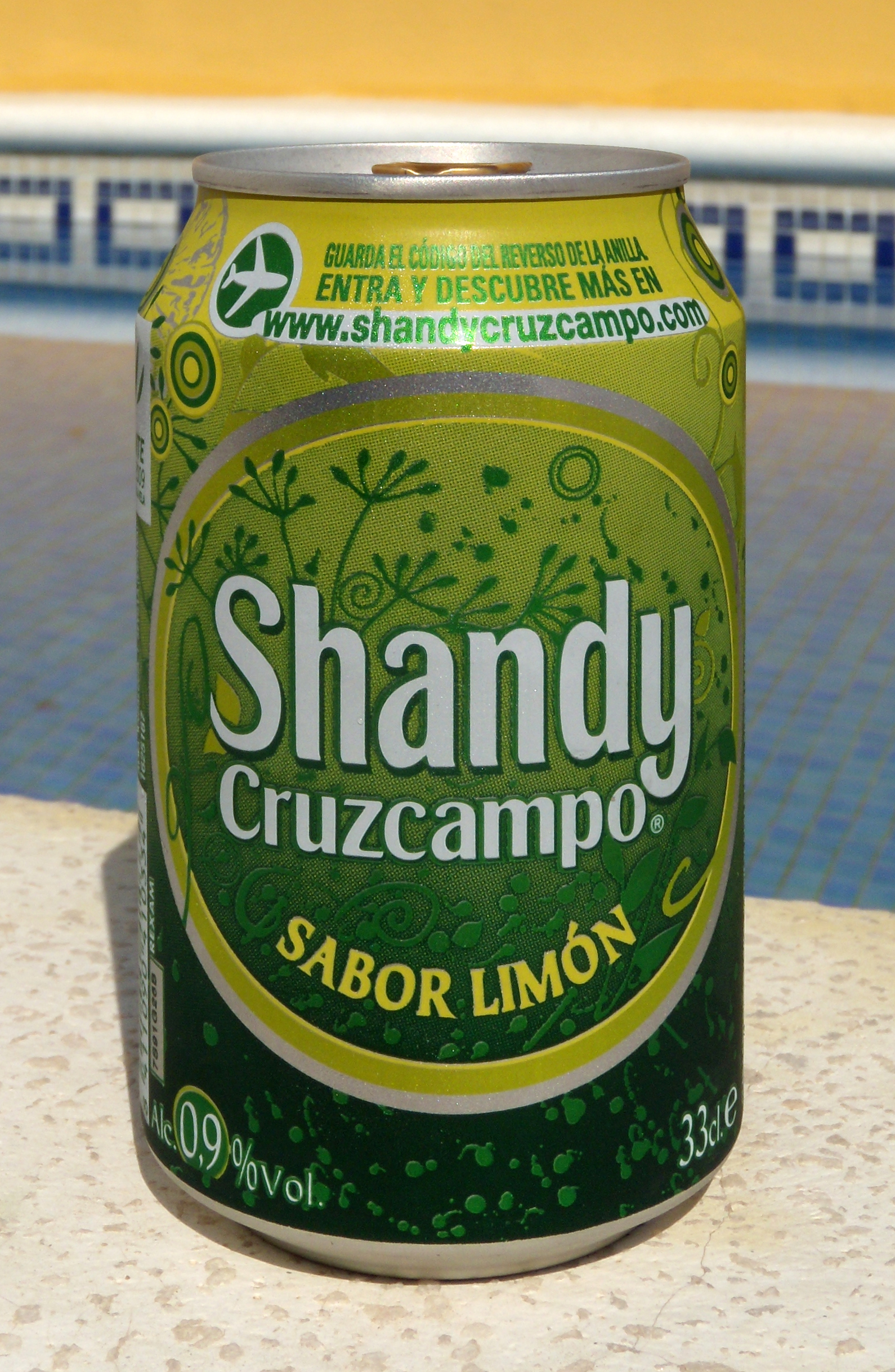
Una lata de Shandy Cruzcampo.

El día 17 de diciembre de 1999, el Consejo de Ministros aprobó la operación de compra de Grupo Cruzcampo por parte de la compañía neerlandesa Heineken International, estableciendo diversos requisitos para preservar la competencia en el mercado cervecero nacional. Debido a que Heineken aglutinaría el 40% del negocio cervecero tras la compra de Cruzcampo, se vio obligada a vender y a abandonar la producción y comercialización de las marcas: Oro, Keler, Skol, Calatrava, Victoria y Estrella del Sur. Estrella del Sur fue comprada por el grupo Damm.
En el año 2000 se completó la compra por parte de Heineken a Diageo del 88,2% del Grupo Cruzcampo por 145.000 millones de pesetas.
Heineken, que ya poseía la mayoría de las acciones de la empresa madrileña de cervezas El Águila (Amstel), tomó la decisión de asentarse en España fusionando ambas empresas. En primer lugar, integró toda la logística de El Águila en Cruzcampo, y a continuación, cambió el nombre social de Grupo Cruzcampo S.A. por el de Heineken España S.A.
La sede social y fiscal de la empresa se mantuvo en Sevilla, en la sede de Cruzcampo, aunque las oficinas centrales se trasladaron a Madrid, a la antigua sede de El Águila.
Las cervezas del grupo Heineken, con Cruzcampo a la cabeza, son las más consumidas en el sur de España, y encuentran su principal competencia en Mahou-San Miguel y en Damm.
En 2004 Cruzcampo era ya una de las 10 cervezas más vendidas de Europa y se exportaba a más de 30 países.
En 2008 Heineken inauguró su nueva fábrica a las afueras de Sevilla, al sureste de la ciudad, con instalaciones renovadas y más capacidad de producción. La parte más antigua de la factoría original, hoy rodeada de barriadas, se ha conservado como ejemplo de arquitectura industrial de principios del siglo XX. La antigua fábrica alberga la sede de Heineken España S.A., la de la Escuela de Hostelería Gambrinus y la de la Fundación Cruzcampo. Este inmueble se encuentra en la Avenida de Andalucía, en su cruce con la Avenida El Greco y con la Avenida de la Cruzcampo.
Como parte de las políticas de responsabilidad social corporativa del grupo, Heineken solo utiliza productos de agricultores cercanos en sus fábricas de Jaén y Sevilla.
Cruzampo es la cerveza escogida por las cadenas de restaurantes 100 Montaditos y La Sureña, del grupo Restalia, que tiene presencia internacional.

## Cervezas de la marca
- Cruzcampo: Cerveza tipo pilsen con una graduación del 4,8%.
- Cruzcampo Especial Navidad: Producto elaborado en Jaén y comercializado en las fechas próximas a la Navidad desde 1983.[19]
- Cruzcampo 33cl. "Pilsen y Especial: Jaén": Cerveza elaborada en exclusiva en Jaén para sustituir a las cervezas El Alcázar, muy demandadas sobre todo en la zona oriental de Andalucía.[20] Cervezas Alcázar fue absorbida por Cruzcampo en 1985, pero Heineken tuvo que vender la marca en 2007 por orden del Tribunal de Defensa de la Competencia de España. El propietario de la fábrica de Jaén sigue siendo Heineken.
- Cruzcampo Light: La mitad de graduación (2,4% vol.) y un 30% menos de calorías que la pilsen.
- Shandy Cruzcampo: En el año 1986 Cruzcampo comienza a comercializar una cerveza con zumo de limón y una graduación del 0,9%. En 2012 comienza a ofertarla también con zumo de naranja.[21]
- Shandy Cruzcampo Zero: Cerveza con zumo de limón sin alcohol que empezó a venderse en 2015. Es la primera cerveza del mundo con cero calorías.[22]
- Cruzcampo Gran Reserva: Reconocida como la mejor cerveza Strong Larger en los Premios Mundiales de la Cerveza de 2009.[19]
- Cruzcampo Radler: Cerveza con zumo de limón natural que comenzó a producirse en el año 2013.
- Cruz del Sur: Cerveza ofertada por Cruzcampo a partir de 2001. El color de su etiqueta es el verde. Damm la criticó por tener un nombre demasiado similar a la cerveza Estrella del Sur.[13]
- Cruzcampo Cruzial: Cerveza rubia realizada con lúpulo seleccionado de la variedad perle. Salió a la venta en 2016.[23][24]
- En 2023, Cruzcampo lanza "Tremenda" una variedad con la mitad de alcohol.